# Saint Seiya: Legend of Sanctuary
Saint Seiya: Legend of Sanctuary (聖闘士星矢 Legend of Sanctuary?)

Logotipo del anime Saint Seiya.

(titulada: Los Caballeros del Zodiaco: La leyenda del Santuario en Hispanoamérica y España), es la sexta película basada en la serie de manga y anime Saint Seiya, también conocida como Los Caballeros del Zodiaco. Es la primera película de la franquicia en ser realizada en formato 3D, y la segunda película de Toei Animation en ser realizada en dicho formato (La primera fue Space Pirate Captain Harlock). Según estimaciones, cuenta con el más alto presupuesto de producción de Toei Animation.
La película pretende contar la historia de Saint Seiya desde el inicio cubriendo el arco de las doce casas, todo esto desde una perspectiva nueva y con diferencias importantes en el argumento y en los personajes.
La película fue dirigida por Keiichi Sato, con la participación del creador de la serie, Masami Kurumada, como productor ejecutivo.

## Argumento
Tras impedir que el Patriarca mate a la reencarnación de Atenea recién nacida, el Caballero Dorado Aioros de Sagitario huye del Santuario con la bebé, pero es perseguido por los Caballeros Dorados Shura de Capricornio y Saga de Géminis por mandato del Patriarca tras acusarlo de traidor. Saga logra agarrar a Aioros por la espalda a lo que Shura aprovecha para matarlo con su técnica Excálibur, matando aparentemente también a Saga por tenerlo sujeto.
Días después el magnate japonés Mitsumasa Kido se encuentra explorando las cadenas montañosas de Siberia con su criado Tatsumi cuando, en el interior de una gruta, encuentra a un Aioros moribundo y a Atenea recién nacida. Antes de morir le pide a Mitsumasa que cuide del bebé pues es la reencarnación de la diosa Atenea y que dentro de 16 años aparecerá un grupo de jóvenes caballeros que servirán a la diosa y defenderán la justicia. El cuerpo de Aioros desaparece dejando en su lugar la Armadura Dorada de Sagitario.
16 años después, Atenea, quien es una hermosa adolescente llamada Saori Kido, le es revelada por parte de Tatsumi mientras están de viaje en automóvil el secreto de su pasado. Ella es Atenea, la diosa de la guerra y protectora de la tierra quien es ayudada por un grupo de jóvenes llamados caballeros (o santos) en su lucha contra el mal. Estos Caballeros de Atenea luchan sin armas ayudados únicamente con su fuerza interior llamada cosmos y ataviados con poderosas armaduras que representan las 88 constelaciones. De repente son atacados por sorpresa por un grupo de caballeros asesinos enviados por el Patriarca para matar a Saori. Pero en ese momento aparecen cuatro jóvenes muchachos que también son caballeros y visten armaduras: Seiya de Pegaso, Shiryū de Dragón, Hyōga de Cisne y Shun de Andrómeda. Con absoluta facilidad Seiya y sus amigos derrotan a los asesinos con sus conocidos ataques Meteoro de Pegaso, La Cólera del Dragón, Polvo de Diamante y Cadena Nebular.
Una vez a salvo en la mansión Kido, Saori descubre que Seiya, Shiryu, Hyoga y Shun al ser niños fueron acogidos por su abuelo Mitsumasa Kido para ser enviados a distintas parte del mundo y así ser entrenados para que se convirtieran en los Caballeros de Atenea. Mientras los jóvenes mantienen una agradable conversación con la diosa la mansión es atacada por un poderoso Caballero Dorado: Aioria de Leo, hermano pequeño de Aioros de Sagitario, quien por orden del Patriarca ha ido para recuperar la armadura de su hermano y a matar a Saori por hacerse pasar por una Atenea impostora. Seiya, Shiryu, Hyoga y Shun tratan de detenerlo atacando todos al mismo tiempo, pero ninguno es rival para el Caballero de Leo y caen derrotados fácilmente. Es en ese momento cuando Saori, suplicando que no les haga más daño, expulsa de su cuerpo un poderoso cosmos, revelando a Aioria que ella es realmente Atenea. Desconcertado, Aioria les perdona la vida tomando solamente la armadura de Aioros y regresa al Santuario, no sin antes decirle a Saori que si ella es realmente Atenea debe ir al Santuario y demostrarlo. Esa misma noche vuelven a ser atacados por un misterioso caballero que lanza una flecha negra al pecho de Saori, aunque la flecha desaparece justo después por lo que no le dan mucha importancia. Tras haberla disparado el caballero de la flecha huye por las calles de Japón pero es detenido y destruido por el solitario Caballero de Bronce Ikki de Fénix, hermano mayor de Shun.
Al día siguiente Seiya, Shiryu, Hyoga, Shun y Saori viajan al Santuario con el propósito de ver al Patriarca, pero para eso deberán recorrer las 12 Casas del Zodiaco (Aries, Tauro, Géminis, Cáncer, Leo, Virgo, Libra, Escorpio, Sagitario, Capricornio, Acuario y Piscis), cada casa custodiada por un poderoso Caballero Dorado. En ese momento el ataque del caballero de la flecha a Saori empieza a hacer efecto, perdiendo poco a poco las fuerzas por lo que debe ser llevada por Seiya durante el camino a las 12 casas.
Los Caballeros de Bronce llegan a la primera casa, la de Aries. Seiya decide atacar de inmediato al caballero que custodia esta casa para no perder tiempo, pero el Caballero de Aries repele sin problemas el ataque de Seiya gracias a su técnica Muro de Cristal. Tras bloquear a Seiya se quita el casco revelándose ante los demás como Mu de Aries, viejo amigo del maestro de Shiryu, Dohko de Libra. Al contemplar a Saori, Mu descubre que efectivamente ella es Atenea y permite al grupo pasar por su casa.
Los Caballeros de Bronce llegan a la siguiente casa del Zodiaco custodiada por Aldebarán de Tauro, quien se encuentra comiendo el solo un enorme banquete. Seiya se burla del caballero de Tauro al preguntar como puede un herbívoro (pues Tauro es un toro) estar comiendo carne y lo llama "viejo". Aldebarán enfurecido se enfrenta a Seiya y le asegura que si no despiertan el Séptimo Sentido no podrán hacer frente a los Caballeros Dorados. Seiya es derribado tras ser golpeado por el Gran Cuerno de Tauro, pero eso no frena al Caballero de Pegaso y vuelve a levantarse dispuesto a seguir luchando. Aldebarán lo ataca de nuevo pero esta vez Seiya consigue esquivar el ataque (pues la misma técnica no funciona dos veces seguidas contra un caballero) y con un rápido movimiento logra cortar uno de los cuernos del casco de Tauro. En ese momento aparece Mu y declara como justo vencedor a Seiya. Aldebarán sonríe admitiendo su derrota y reconoce que solo les estaba poniendo a prueba y les permite avanzar por su casa. Lamentablemente a medida que pasan las horas el cosmos de Saori va desapareciendo empeorando su salud por lo que Mu y Aldebarán deciden quedarse con Atenea para protegerla mientras los Caballeros de Bronce siguen su camino.
Cuando llegan a la casa de Cáncer se topan con su guardián, Máscara de Muerte de Cáncer, un loco y despiadado caballero dorado que adorna su casa con rostros de las víctimas que ha matado. Shiryu y Hyoga deciden enfrentarse a él mientras Shun y Seiya avanzan a la casa de Leo. Shiryu y Hyoga atacan al Caballero de Cáncer a la vez, pero son absorbidos cuando les lanza las Ondas Infernales, enviando a Shiryu a la entrada del mundo de los muertos. Hyoga en cambio acaba en la casa de Acuario gracias a la ayuda de su maestro, el Caballero Dorado Camus de Acuario, experto en técnicas de hielo. Camus le pide a su discípulo Hyoga que abandone inmediatamente el Santuario pues no es rival para los Caballeros Dorados. Hyoga se niega a abandonar a Atenea y sus amigos y se enfrenta a su maestro, pero no puede hacer nada ante los ataques del Caballero de Acuario. Hyoga descubre que la única forma de lograr avanzar y vencer a su maestro es despertando el Séptimo Sentido. Ambos caballeros deciden usar su ataque definitivo, la Ejecución de Aurora, chocando ambos ataques congelando toda la casa de Acuario. Camus se acerca a Hyoga y tras felicitarle muere cayendo a los pies de su discípulo.
Mientras tanto, Shiryu mantiene una difícil lucha ante Máscara de Muerte, quien está a punto de arrojarlo a un río de lava. Pero cuando el Caballero de Cáncer amenaza con que matará a Saori, Shiryu se llena de ira y logra asestarle un certero golpe haciéndolo retroceder. Durante la pelea, Máscara de Muerte pierde su armadura debido a que esta ya no le considera digno de llevarla. Shiryu, al ver que su rival se encuentra en clara desventaja ante el decide quitarse su Armadura del Dragón para estar en igual condiciones. Aun así, Mascará de Muerte es derrotado gracias al Furor del Dragón de Shiryu, siendo arrojado al río de lava. Tras vencer al Caballero de Cáncer, Shiryu es enviado de nuevo al Santuario, quien cae debilitado por la batalla anterior.
En la casa de Leo, Seiya y Shun son atacados violentamente por Aioria de Leo, quien ha sido poseído por el Patriarca para matar a los Caballeros de Bronce. Seiya decide enfrentarse solo a Aioria haciendo que Shun aproveche para avanzar a la siguiente casa. Aioria lanza su Plasma Relámpago contra Seiya mientras que este contraataca al Caballero de Leo con su Cometa de Pegaso, chocando violentamente ambos ataques. Aunque todo parece indicar que la victoria es para el Caballero de Pegaso, Aioria logra la ventaja y lo derrota. Cuando todo parece estar perdido para Seiya, Shaka de Virgo entra en escena y detiene a Aioria. Usando sus poderes, Shaka consigue quitar el control del Patriarca en Aioria devolviéndolo a la normalidad.
El avance de Seiya y Shun por el Santuario continua y llegan a la casa de Sagitario donde les esperan los Caballeros Dorados Milo de Escorpio y Shura de Capricornio. Mientras Seiya se enfrenta contra Milo, Shun decide hacer frente a Shura, aunque no es rival para el Caballero de Capricornio. De repente Ikki entra en escena para salvar a su hermano Shun, atacando a Shura con su Vuelo del Fénix. Mientras tanto Seiya ataca con todas sus fuerzas a Milo valiéndose de sus Meteoros de Pegaso, pero el Caballero de Escorpio, quien resulta ser en realidad una mujer caballero, esquiva el golpe de Seiya por unos milímetros y derrota al Caballero de Pegaso con su Aguja Escarlata. El golpe que logra esquivar Milo hace que varias placas de la pared de la casa se desprendan, mostrando a todo el mundo una frase que dejó escrita Aioros antes de huir del Santuario con Atenea: A los jóvenes caballeros que habéis llegado hasta aquí os confío a Atenea. Es entonces cuando Milo y Shura descubren la verdad sobre Aioros y que nunca fue un traidor al Santuario.
Los Caballeros Dorados Mu, Aldebarán, Aioria y Shaka, seguidos por Shiryu, Hyoga y Saori llegan a la casa de Sagitario. Saori, al descubrir el cuerpo inmóvil de Seiya se acerca a él rápidamente y usando el poco cosmos que queda en ella, logra curarle las heridas, siendo ayudada también por los cosmos de Shiryu, Hyoga y Shun.
Mientras tanto, Afrodita de Piscis avisa al Patriarca que los Caballeros de Bronce están a punto de llegar junto con Atenea. El Patriarca, que gracias a la flecha ha absorbido finalmente todo el cosmos de Atenea no le da importancia a la noticia y mata a Afrodita con la técnica Otra dimensión. El Patriarca comienza a atacar al Santuario con sus nuevos y poderosos poderes revelando su verdadera identidad: él es el Caballero Dorado Saga de Géminis, quien al no ser elegido hace años por el anterior Patriarca como su sucesor, siendo elegido en su lugar de Aioros, mató al Patriarca y ocupó su puesto.
Decidido a gobernar como un dios, Saga invoca con su nuevo cosmos a una enorme estatua de piedra para que destruya el Santuario, pero los Caballeros Dorados intervienen y consiguen vencer al gigante. Seiya, recuperado de sus heridas, llevando también en su interior el cosmos de Atenea se lanza contra Saga en una batalla pareja. El Caballero de Géminis lanza contra Seiya su ataque más poderoso, la Explosión Galáctica, pero Seiya, ayudado por los cosmos de sus amigos, logra despertar el Séptimo Sentido para repeler el ataque y aparentemente derrotar a Saga con su Cometa de Pegaso.
Cuando parece que la victoria es para los Caballeros de Atenea, Saga emerge de nuevo convertido en un enorme y poderoso monstruo, decidido a destruir la Tierra por completo.
Seiya no se da por vencido y, ayudado por el cosmos de Aioros, se viste la Armadura Dorada de Sagitario y salva a Saori del ataque de Saga, quien se confunde como Aioros diciendo: "Maldito seas, Aioros. Te maldigo por cruzarte en mi camino". Con su cosmos recuperado y tras adoptar la forma de Atenea ayuda a Seiya de Sagitario a arder su cosmos hasta el infinito, lanzando la Flecha de Sagitario contra Saga, acabando finalmente con el malvado Caballero de Géminis. Antes de morir, Saga pide perdón a Atenea por sus pecados y da las gracias por haberle detenido.
Días después, Saori, en su puesto de Atenea en el Santuario, pide a todos sus caballeros que usen sus cosmos en beneficio de la vida y de la paz, viéndose en el cielo cinco estrellas con los colores de los cosmos de Seiya, Shiryu, Hyoga, Shun e Ikki.

## Reparto
| Personaje                   | Actor de voz/Seiyu (Japón) | Actor de Doblaje (Hispanoamérica) | Actor de Doblaje (España) |
| --------------------------- | -------------------------- | --------------------------------- | ------------------------- |
| Seiya de Pegaso             | Kaito Ishikawa             | Jesús Barrero                     | Juan José López Lespe     |
| Saori Kido / Atenea         | Ayaka Sasaki               | María Fernanda Morales            | Yolanda Pérez Segoviano   |
| Shiryū de Dragón            | Kenji Akabane              | Ricardo Mendoza                   | José Núñez                |
| Hyōga de Cisne              | Kenshō Ono                 | René García                       | Iñaki Crespo              |
| Shun de Andrómeda           | Nobuhiko Okamoto           | José Gilberto Vilchis             | Sergio Sánchez Sánchez    |
| Ikki de Fénix               | Kenji Nojima               | Marcos Patiño                     | José García Tos           |
| Mu de Aries                 | Mitsuru Miyamoto           | Edson Matus                       | José Posada               |
| Aldebarán de Tauro          | Rikiya Koyama              | Alfonso Ramírez                   | Jordi Boixaderas          |
| Saga de Géminis             | Kōichi Yamadera            | Javier Rivero                     | Juan Antonio Bernal       |
| Máscara de Muerte de Cáncer | Hiroaki Hirata             | Daniel Abundis                    | José Ruiz Lifante         |
| Aioria de Leo               | Gō Inoue                   | Yamil Atala                       | Roger Pera                |
| Shaka de Virgo              | Mitsuaki Madono            | Daniel del Roble                  | Dani Albiac               |
| Milo de Escorpio            | Masumi Asano               | Carla Castañeda                   | Carmen Calvell            |
| Aioros de Sagitario         | Toshiyuki Morikawa         | José Luis Rivera                  | Sergio Zamora             |
| Shura de Capricornio        | Shinji Kawada              | Rafael Rivera                     | Paco Gázquez              |
| Camus de Acuario            | Daisuke Namikawa           | Benjamín Rivera                   | Eduard Itchart            |
| Afrodita de Piscis          | Takuya Kirimoto            | Luis Leonardo Suárez              | Jorge Saudinós            |
| Voces Adicionales           | Yuri Shiratori             | Rebeca Manríquez                  | Sandro Giraldo            |

## Versión al español latinoamericano
Estudio de Doblaje:
- SDI Media de México

- Dirección de Doblaje y Productor Ejecutivo - Mario Castañeda

## Versión al español de España
Estudio de Doblaje:
- Perfect Sound (Madrid)

- Dirección de Doblaje - Jorge Saudinós

## Recepción
Los Caballeros del Zodiaco: La Leyenda del Santuario ha recibido críticas mixtas de parte de la audiencia y los fanes. En el portal de internet, Rotten Tomatoes tiene una aprobación de 39%, basada en 254 votos, con una calificación de 2.7/5. En el sitio IMDb los usuarios le han dado una puntuación de 5.5/10, con base en 3912 votos. En FilmAffinity tiene una calificación de 5.0/10, basada en 1548 votos.
En Anime News Network tiene una puntuación aproximada de 5.5/10 (regular) basada en 35 votos, mientras que en MyAnimeList tiene una calificación de 6.39/10, basada en 10 555 votos.